# فرهنگ لغت کوتاه آکسفورد
فرهنگ لغت کوتاه آکسفورد (SOED) یک فرهنگ لغت انگلیسی است که توسط انتشارات دانشگاه آکسفورد منتشر شده‌است. SOED خلاصه‌ای دوجلدی از فرهنگ انگلیسی آکسفورد (OED) بیست جلدی است.